# Ferran Jutglà
Ferran Jutglà Blanch (San Julián de Vilatorta, Barcelona, 1 de febrero de 1999) es un futbolista español que juega como delantero en el R. C. Celta de Vigo de la Primera División de España.

## Trayectoria
Dio sus primeros pasos en el fútbol en el equipo de su localidad, el Sant Julià de Vilatorta C. F., para posteriormente unirse al Vic Riuprimer. Firmó por el R. C. D. Espanyol en 2012 para su cantera, y durante esa etapa saldría cedido a la U. E. Sant Andreu y al juvenil del Valencia C. F. Tras volver de sus cesiones, ascendió definitivamente al R. C. D. Espanyol "B" en la temporada 2019-20, del cual sería capitán.
El 22 de junio de 2021 se oficializó su fichaje por el F. C. Barcelona "B", jugando su primer partido con el filial culé en la primera jornada de la Primera División RFEF el 28 de agosto, que acabaría en un empate frente al Algeciras C. F. y con Ferrán disputando todo el encuentro.
El 11 de diciembre de ese mismo año fue convocado por primera vez con el primer equipo barcelonés, y logró debutar con este al día siguiente disputando los últimos minutos del empate 2-2 frente al C. A. Osasuna. Tres días después marcó su primer gol ante Boca Juniors por la Maradona Cup. El 18 de diciembre jugó como titular contra el Elche C. F., donde además marcó su primer gol en partido oficial con el primer equipo blaugrana.
Posteriormente regresó al filial y se convirtió en el máximo goleador de la Primera División RFEF con 19 goles. En mayo anunció que había acordado con el club su marcha y el 8 de junio se oficializó su traspaso al Club Brujas a cambio de cinco millones de euros y un 10% de plusvalía de una futura venta. Firmó con su nuevo equipo para los siguientes cuatro años. En sus tres primeras temporadas en Bélgica marcó 40 goles en 148 partidos.
El 24 de junio de 2025 se anunció su vuelta a España después de fichar por el R. C. Celta de Vigo hasta junio de 2029.

## Estadísticas

### Clubes
Actualizado al último partido disputado el 17 de agosto de 2025.
| Club                           | Div.          | Temporada     | Liga  | Liga  | Copas nacionales | Copas nacionales | Copas internacionales | Copas internacionales | Total | Total |
| Club                           | Div.          | Temporada     | Part. | Goles | Part.            | Goles            | Part.                 | Goles                 | Part. | Goles |
| ------------------------------ | ------------- | ------------- | ----- | ----- | ---------------- | ---------------- | --------------------- | --------------------- | ----- | ----- |
| U. E. Sant Andreu · España     | 3.ª           | 2017-18       | 8     | 1     | 0                | 0                | ―                     | ―                     | 8     | 1     |
| U. E. Sant Andreu · España     | 3.ª           | 2018-19       | 39    | 7     | 4                | 0                | ―                     | ―                     | 43    | 7     |
| U. E. Sant Andreu · España     | Total club    | Total club    | 47    | 8     | 4                | 0                | 0                     | 0                     | 51    | 8     |
| R. C. D. Espanyol "B" · España | 2.ª B         | 2019-20       | 24    | 7     | ―                | ―                | ―                     | ―                     | 24    | 7     |
| R. C. D. Espanyol "B" · España | 2.ª B         | 2020-21       | 28    | 5     | ―                | ―                | ―                     | ―                     | 28    | 5     |
| R. C. D. Espanyol "B" · España | Total club    | Total club    | 52    | 12    | 0                | 0                | 0                     | 0                     | 52    | 12    |
| F. C. Barcelona "B" · España   | 1.ª RFEF      | 2021-22       | 32    | 19    | ―                | ―                | ―                     | ―                     | 32    | 19    |
| F. C. Barcelona "B" · España   | Total club    | Total club    | 32    | 19    | 0                | 0                | 0                     | 0                     | 32    | 19    |
| F. C. Barcelona · España       | 1.ª           | 2021-22       | 6     | 1     | 3                | 1                | ―                     | ―                     | 9     | 2     |
| F. C. Barcelona · España       | Total club    | Total club    | 6     | 1     | 3                | 1                | 0                     | 0                     | 9     | 2     |
| Club Brujas · Bélgica          | 1.ª           | 2022-23       | 34    | 13    | 2                | 0                | 8                     | 2                     | 44    | 15    |
| Club Brujas · Bélgica          | 1.ª           | 2023-24       | 35    | 8     | 3                | 1                | 12                    | 2                     | 50    | 11    |
| Club Brujas · Bélgica          | 1.ª           | 2024-25       | 36    | 10    | 6                | 2                | 12                    | 2                     | 54    | 14    |
| Club Brujas · Bélgica          | Total club    | Total club    | 105   | 31    | 11               | 3                | 32                    | 6                     | 148   | 40    |
| R. C. Celta de Vigo · España   | 1.ª           | 2025-26       | 1     | 0     | 0                | 0                | 0                     | 0                     | 1     | 0     |
| R. C. Celta de Vigo · España   | Total club    | Total club    | 1     | 0     | 0                | 0                | 0                     | 0                     | 1     | 0     |
| Total carrera                  | Total carrera | Total carrera | 243   | 71    | 18               | 4                | 32                    | 6                     | 293   | 81    |

## Palmarés

### Títulos nacionales
| Título               | Club        | País    | Año     |
| -------------------- | ----------- | ------- | ------- |
| Supercopa de Bélgica | Club Brujas | Bélgica | 2022    |
| Pro League           | Club Brujas | Bélgica | 2023-24 |
| Copa de Bélgica      | Club Brujas | Bélgica | 2024-25 |